# Pepe (televíziós sorozat)
A Pepe 2022 és 2023 között vetített magyar televíziós vígjátéksorozat, a spanyol Chiringuito de Pepe (Pepe tengerparti bárja)  című sorozat magyar adaptációja. A rendezői Orosz Dénes és Lakos Nóra. A főszerepben Mucsi Zoltán, Simon Kornél, Kovács Panka, Kovács Lehel, Medveczky Balázs és Martinovics Dorina láthatók.
Az első epizódját 2022. április 10-én mutatta be a TV2. A második évad 2023. április 16-án indult.

## Ismertető
A dunaszéphelyi pecsenyéző csődközeli állapotba kerül. A tulajdonos, Lónyai Péter (közismert becenevén Pepe), a fritőzben sütés nagymestere mindet megtesz, hogy megmentse a helyet. Egy napon beállít hozzá eltitkolt fia, Kollár Gábor, az ország sztárséfje, aki elhatározza, hogy megveszi a pecsenyézőt és Michelin-csillagos éttermet farag belőle.

## Szereplők

### Főszereplők
| Név                  | Színész             | Leírás                                                                                        | Évad |
| -------------------- | ------------------- | --------------------------------------------------------------------------------------------- | ---- |
| Lónyai Péter “Pepe”  | Mucsi Zoltán        | A dunaszéphelyi pecsenyesütő szakácsa, Gábor és Vince apja.                                   | 1–2  |
| Kollár Gábor         | Simon Kornél        | Budapesti sztárszakács, Pepe fia és Bence apja. Laura barátja.                                | 1–2  |
| Szekeres Fanni       | Kovács Panka        | Sous-chef, Gábor korábbi jobbkeze, és volt barátnője.                                         | 1–2  |
| Lónyai Vince         | Kovács Lehel        | Pepe csípőficamos fia, az étterem főpincére. Viki barátja.                                    | 1–2  |
| Dániel "Dani"        | Medveczky Balázs    | Pepe unokaöccse, Trudi fia, pincér az étteremben.                                             | 1–2  |
| Diószegi Laura       | Martinovics Dorina  | Gourmet cukrász. Gábor barátnője. Dóri anyja. Róbert volt felesége.                           | 1–2  |
| Herceg Mariann       | Básti Juli          | Pepe plátói szerelme, az étterem húsbeszállítója. Dunaszéphely polgármestere. Lackó felesége. | 1–2  |
| Poroszló Dóri        | Krausz Zara         | Laura tizenéves lánya. Bence barátnője                                                        | 1–2  |
| Kollár Bence         | Bősz Mirkó          | Gábor tízéves fia. Dóri barátja                                                               | 1–2  |
| Lackó                | Fenyő Iván          | Mariann férje és beosztottja, hentes és szabadszellemű zenész.                                | 1–2  |
| Sebes "Zsebes" Gyula | Kálloy Molnár Péter | Dunaszéphely korábbi alpolgármestere, Trudi férje.                                            | 1–2  |

### Mellékszereplők
| Név              | Színész        | Leírás                                                                   | Évad |
| ---------------- | -------------- | ------------------------------------------------------------------------ | ---- |
| Franciska        | Vándor Éva     | Gábor édesanyja, Pepe fiatalkori szerelme.                               | 1.   |
| Sanyi            | Csőre Gábor    | Helyi vállalkozó, Bubuka apja.                                           | 1–2  |
| Gertrúd „Trudi”  | Bozó Andrea    | Gyula felesége, Pepe testvére, Dani anyja.                               | 1–2  |
| Bubuka           | Miskey Roland  | Sanyi kissé együgyű fia.                                                 | 1–2  |
| Poroszló Róbert  | Zámbori Soma   | Dóri apja, Laura volt férje.                                             | 1–2  |
| Bombic Mónika    | Bata Éva       | Budapesti séf, Gábor újdonsült jobbkeze, aki később kirúgta.             | 2    |
| Máté             | Benedek Dániel | Vállalkozó, aki a Gyöngypáfrány vendéglő nevű éttermet vezeti.           | 2    |
| Piacsek Viktória | Huzella Júlia  | Mariann unokahúga, aki néhány évet külföldön dolgozott. Vince barátnője. | 2    |

### Epizódszereplők
- Albert Péter – zöldségárus
- Árpa Attila – férj
- Badár Sándor – Cöci
- Baranyi László – Pepe dédapja
- Borbély Richárd – Soltész Ricsi
- Burák Dóra – hölgyvendég
- Dankó István – ellenőr
- Dechlan Hanigen – amerikai férfi
- Dulin Metta – feleség
- Dunai Csenge – Bíborka
- Esztergályos Cecília – gasztrobárónő
- Fábián Gábor – mentős
- Fecske Dávid – Csesznek
- Földi Ádám – elegáns férfi
- Friedenthál Zoltán – rabló
- Gaál Dániel – szakács fiú
- Gieler Csaba – Trikós férfi
- Goda Szilvia – hölgyvendég
- Gyarmati Erik – tini
- Hagya Bence – tini
- Hajdu Steve – Felházy Zoltán
- Herczeg Adrienn – rendőrnő
- Karácsonyi Zoltán – tolmács
- Kocsis Mariann – Amália nővér
- Koltai Judit – idős hölgy
- Kosynus Tamás – vendég
- Kovács Lili – kislány
- Krausz Gábor – önmaga
- Kristóf István – vendég
- Lénárdt Laura – Anett
- Mallár-Varga Karolina – tini
- Méhes László – Kóczián
- Mesterházy Gyula – dr. Damásdi
- Moldvai Kiss Andrea – Katalin
- Nagyszokolyai Márton – üzletember
- Násztor Eszter – tini
- Ördög Nóra – önmaga
- Pásztor Edina – apáca
- Pavletits Béla – rendőr
- Szél Noémi – Adrika
- Szerafin Patrik – Varázs Miki
- Szerednyey Béla – Zamencsik
- Szikszai Rémusz – Keserű
- Terhes Sándor – Kollár Antal
- Trecskó Zsófia – riporternő
- Turek Miklós – Szedlák Rudolf
- Urbán Tibor – rendőr
- Urmai Gábor – Kolonits Demeter
- Vajda Milán – sejk
- Varga Viktor – önmaga
- Vomberg Frigyes – önmaga

## Epizódok
| Évad | Évad | Részek száma | Részek száma | Eredeti sugárzás  | Eredeti sugárzás | Eredeti adó |
| Évad | Évad | Részek száma | Részek száma | Évadbemutató      | Évadzáró         | Eredeti adó |
| ---- | ---- | ------------ | ------------ | ----------------- | ---------------- | ----------- |
|      | 1.   | 10           | 10           | 2022. április 10. | 2022. június 5.  |             |
|      | 2.   | 10           | 10           | 2023. április 16. | 2023. június 4.  |             |

### Első évad (2022)
Az első évad premierje 2022. április 10-én, volt a TV2-n. Az utolsó része 2022. június 5-én volt. Az epizódokat Csurgó Csaba írta valamint Lakos Nóra és Orosz Dénes rendezte.
| Sor. | Év. | Cím      | Premier           | Nézettség |
| ---- | --- | -------- | ----------------- | --------- |
| 1.   | 1.  | 1. rész  | 2022. április 10. | 727 000   |
| 2.   | 2.  | 2. rész  | 2022. április 10. | 612 000   |
| 3.   | 3.  | 3. rész  | 2022. április 17. | 412 000   |
| 4.   | 4.  | 4. rész  | 2022. április 24. | 445 000   |
| 5.   | 5.  | 5. rész  | 2022. május 1.    | 424 000   |
| 6.   | 6.  | 6. rész  | 2022. május 8.    | 449 000   |
| 7.   | 7.  | 7. rész  | 2022. május 15.   | 415 000   |
| 8.   | 8.  | 8. rész  | 2022. május 22.   | 336 000   |
| 9.   | 9.  | 9. rész  | 2022. május 29.   | 473 000   |
| 10.  | 10. | 10. rész | 2022. június 5.   | 350 000   |

### Második évad (2023)
A második évad 2023. április 16-án indult a TV2-n. Az epizódokat Csurgó Csaba, Orosz Dénes és Bodzsár Márk írta valamint Lakos Nóra és Orosz Dénes rendezte.
| Sor. | Év. | Cím      | Premier           | Nézettség |
| ---- | --- | -------- | ----------------- | --------- |
| 11.  | 1.  | 1. rész  | 2023. április 16. | 453 000   |
| 12.  | 2.  | 2. rész  | 2023. április 23. | 304 000   |
| 13.  | 3.  | 3. rész  | 2023. április 30. | 276 000   |
| 14.  | 4.  | 4. rész  | 2023. május 7.    | 322 000   |
| 15.  | 5.  | 5. rész  | 2023. május 14.   | 344 000   |
| 16.  | 6.  | 6. rész  | 2023. május 21.   | 301 000   |
| 17.  | 7.  | 7. rész  | 2023. május 28.   | 241 000   |
| 18.  | 8.  | 8. rész  | 2023. május 28.   | 236 000   |
| 19.  | 9.  | 9. rész  | 2023. június 4.   | 285 000   |
| 20.  | 10. | 10. rész | 2023. június 4.   | 292 000   |